# フリードリッヒ・キュストナー

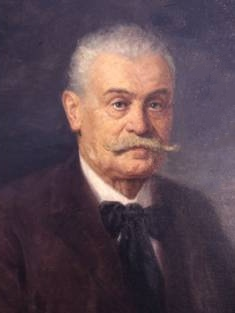
フリードリッヒ・キュストナー

フリードリッヒ・キュストナー（Friedrich Küstner、1856年8月22日 - 1936年10月15日）は、ドイツの天文学者である。ボン大学の教授などを務めた。1888年地球の極運動（天文緯度変化）を発見した。

## 生涯
ゲルリッツで生まれた。ハンブルク天文台で働いた後、1884年からベルリン天文台で働いた。1891年から1925年までボン天文台の所長を務め、1900年から1922年の間に600枚の星団の天体写真を撮影し、これらの写真は後の固有運動の研究の貴重なデータとなった。
キュストナーによって発見された約0.3"（10m）の小さな極の周期変動は、セス・チャンドラーやリチャード・シューマンによって、約430日の周期（チャンドラー周期）で5-10mの極運動していることが確認された。後にIPMS:国際極運動観測事業やIERS:国際地球回転・基準系事業など国際的な共同観測が行われた。
1910年王立天文学会ゴールドメダルを受賞した。